# Fossa mandibularis

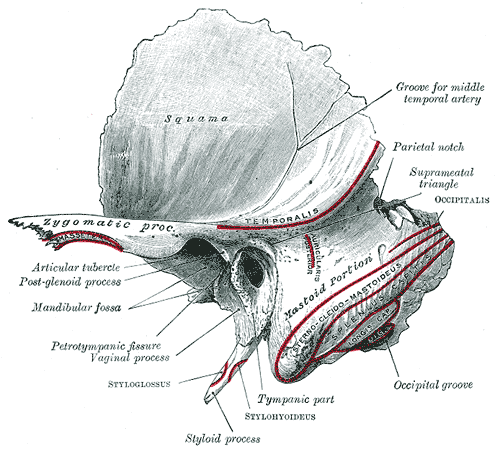
Vänster tinningbens utsida. Fossa mandibulare markerad nere till vänster.
Illustration: Gray's Anatomy, 1918. (PD)

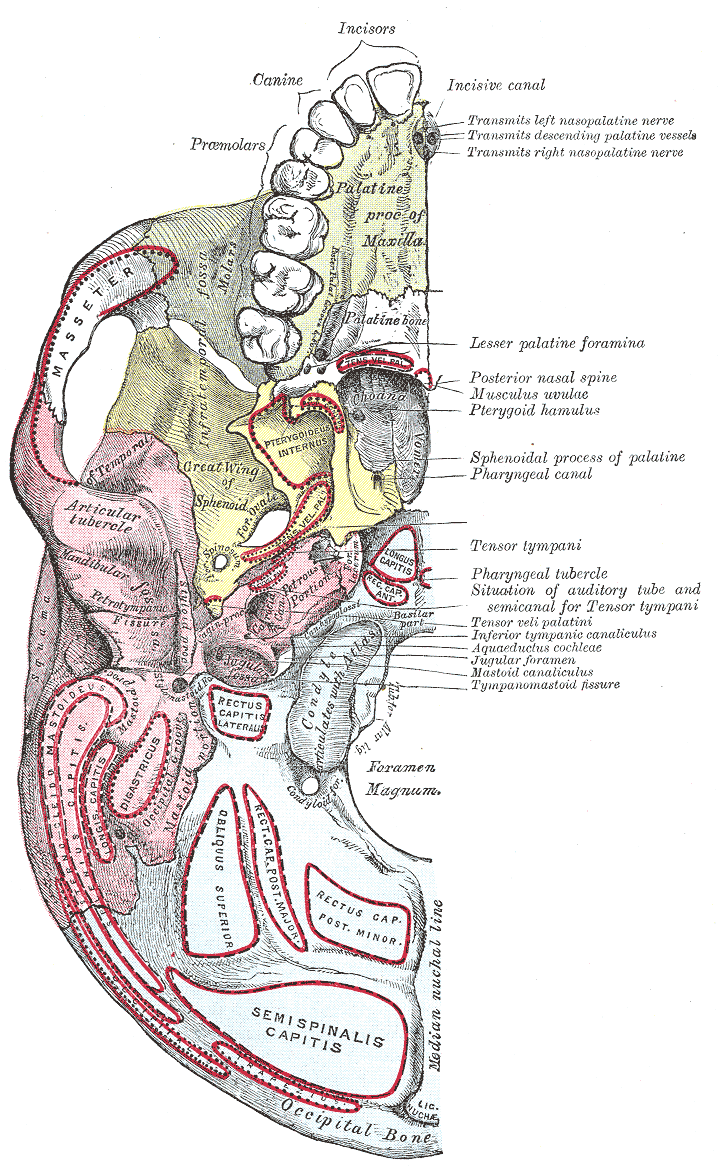
Kraniets undersida. Fossa mandibulare är den grop som syns i mitten till vänster i bild.
Illustration: Gray's Anatomy, 1918. (PD)

Fossa mandibularis (latin: "käkens grop") är, i människans kropp, underkäkens (mandibula) ledpannor på tinningbenens (ossa temporalia) undersida.
Fossa mandibularis avgränsas framtill av tuberculum articulare och baktill av pars tympanica som avskiljer den från den externa hörselgången. 
Fossan delas i två delar av en smal fissur, fissura petrotympanica. 
Den främre delen som bildas av squama är slät och artikulerar med condylus mandibulae. Bakom denna del finns ett litet koniskt förhöjning som hos vissa däggdjur sträcker sig ned bakom condylus mandibulae och förhindrar luxation bakåt. 
Den bakre delen av fossa mandibulare bildas av pars tympanica och rymmer ibland parotiskörteln (glandulae parotides). Fissura petrotympanica leder in till mellanörat eller till cavitas tympanica som rymmer hammarens (malleus) främre utskott och förmedlar en gren av a. maxillaris interna. N. chordae tympani passerar genom en kanal på örontrumpetens (tuba auditiva) laterala sida och avskiljs från fissurens framkant av en tunn benskiva.